# هاني الحسن
هاني محمد سعيد الحسن (1939–2012) هو سياسي فلسطيني يعتبر من الرعيل الأول المؤسس لحركة فتح. ولد في إجزم قضاء حيفا، متحدراً من عائلة فلسطينية متوسطة الحال ومتدينة، مكونة من خمسة أولاد. كان والده سعيد الحسن عضواً في المجموعات الفدائية التي شكلها الشيخ عز الدين القسام. اشتهر بأنه رجل المهمات السرية وبأنه يمتلك علاقات دولية وعربية جيدة. وقد اضطلع بأدوار رئيسية في محطات مهمة تركت أثرها على القضية الفلسطينية.

## التعليم
درس الحسن الثانوية في سوريا، وفي أواخر الخمسينيات أنتقل لدراسة الهندسة في ألمانيا في مدينة (دارمشتات)، حيث كان فيها رئيسًا للاتحاد العام لطلبة فلسطين، ومن أنشط الطلبة في الدفاع عن القضية الفلسطينية، وحصل على شهادة الدكتوراه في الإعلام من روسيا. تلقى سنة 1967 دورة عسكرية في الصين.

## حياته المهنية
تولى الحسن مناصب عدة منها:
- عام 1963 أنشاء قواعد منظمة "طلائع العائدين" مع الشهيد هايل عبد الحميد (أبو الهول).

- مناصب في حركة التحرير الوطني الفلسطيني (فتح) بقيادة عرفات كان آخرها نائب رئيس لجنتها المركزية ومفوض العلاقات الخارجية فيها.
- تلقى سنة 1967 دورة عسكرية في الصين، كان عضوًا في المجلس العسكري لقوات العاصفة بين عامي (1967-1970)، وتولى قيادته بين عامي (1972-1975).[8][9]
- عمل حتى عام 1969 مفوضاً سياسياً في الأردن، وكان أمين سر إقليم الأردن في ذلك الوقت.
- عام 1973 عمل نائباً لمفوض جهاز الأمن والمعلومات في حركة فتح، والذي كان يترأسه الشهيد القائد هايل عبد الحميد.

- في عام 1979 أصبح أول سفير لمنظمة التحرير الفلسطينية في جمهورية إيران الإسلامية بعدما تسلم من قيادة الثورة الإيرانية مكاتب البعثة الإسرائيلية في طهران.
- أسندت إليه مهمة تمثيل حركة فتح في أوروبا ثم تمثيل منظمة التحرير الفلسطينية في العاصمة الأردنية في السبعينيات وأوائل الثمانينيات.

- عام 1982 قاد المفاوضات مع المبعوث الأميركي فيليب حبيب، التي أدت إلى خروج منظمة التحرير الفلسطينية من لبنان.
- كان موفد عرفات إلى الأحزاب اللبنانية المارونية وتمكن كذلك من محاورة الرئيس السوري الراحل حافظ الأسد في ذروة الأزمة اللبنانية وتدهور العلاقات السورية الفلسطينية.
- شغل رئاسة اللجنة الفرنسية الفلسطينية بين سنوات (1986-1992).
- رغم معارضته لاتفاقات أوسلو كان الحسن من مؤيدي الحوار الإسرائيلي الفلسطيني وشارك في لقاء سري فلسطيني إسرائيلي عام 1986.

- عام 1995 أصبح رئيساً لدائرة العلاقات الخارجية في حركة فتح ومستشاراً سياسياً لعرفات بعد عودته إلى غزة.
- عين مسؤولا عن التعبئة والتنظيم في حركة فتح 'لترميم الوضع الداخلي'، وكان يتمتع بعلاقات قوية مع تنظيم حركة فتح والقادة والكوادر الميدانيين للحركة في الأراضي الفلسطينية.
- كان لسنوات مستشاراً للرئيس عرفات للشؤون السياسية والإستراتيجية.
- في 2002 تولى وزارة الداخلية، وأوكلت إليه من خلالها مهمة توحيد الأجهزة الأمنية الفلسطينية في ثلاثة أجهزة.

## وفاته
توفي فارق هاني الحسن في العاصمة الأردنية عمَّان يوم السادس من يوليو 2012.
عمل الكاتب والدبلوماسي الفلسطيني حسان البلعاوي بعد وفاة الحسن على كتابة كتاب "هاني الحسن: صاحب الحضور الأنيق والنّوْء العاصف"، الذي أصدر عام 2023 في بيروت، ليكشف جوانب بعض المنعطفات الخطيرة التي مرت بها الثورة الفلسطينية في الأردن ولبنان، وليوضح العلاقة الإشكالية بين الثورة وقائدها ياسر عرفات مع النظام السوري، ومع الأردن ومصر والعراق. كما واعتمد الكتاب على شهادات من المقربين من هاني الحسن وعلى أرشيفه من المقالات والمقابلات والتصريحات الصحافية.